# Мильштрих
Ми́льштрих или Йи́тро (нем. Milstrich; в.-луж. Jitroо файле) — деревня в Верхней Лужице, Германия. Входит в состав коммуны Ослинг района Баутцен в земле Саксония. Подчиняется административному округу Дрезден.

## География
Находится в южной части района Лужицких озёр примерно в 25 километрах на северо-запад от Баутцена и в семи километрах на северо-восток от Каменца. Через деревню проходит автомобильная дорога К 9224, соединяющая её с автомобильной дорогой S 92.
Соседние населённые пункты: на северо-востоке — деревня Дебрицы, на юго-западе — деревня Шидель (входит в городские границы Каменца) и на северо-западе — деревня Высока.

## История
Впервые упоминается в 1348 году под наименованием Milstrich.
До 1994 года была центром одноимённой коммуны. С 1994 года входит в состав современной коммуны Ослинг.
Единственный населённый пункт, входящий в состав культурно-территориальной автономии «Лужицкая поселенческая область», на территории которой действуют законодательные акты земель Саксонии и Бранденбурга, содействующие сохранению лужицких языков и культуры лужичан.
Исторические немецкие наименования
- Milstrich, 1348
- Heynricus dominus Milstrich, 1368
- Milstrich, 1374

## Население
Официальным языком в населённом пункте, помимо немецкого, является также верхнелужицкий язык.
Согласно статистическому сочинению «Dodawki k statisticy a etnografiji łužickich Serbow» Арношта Муки в 1884 году в деревне проживало 305 человек (из них — 285 серболужичан (93 %)).
Лужицкий демограф Арношт Черник в своём сочинении «Die Entwicklung der sorbischen Bevölkerung» указывает, что в 1956 году при общей численности в 390 человек серболужицкое население деревни составляло 23,6 % (из них верхнелужицким языком владело 86 взрослых и 6 несовершеннолетних).
| 1834 | 1871 | 1890 | 1910 | 1925 | 1939 | 1946 | 1950 | 1964 | 1990 | 2011 |
| ---- | ---- | ---- | ---- | ---- | ---- | ---- | ---- | ---- | ---- | ---- |
| 279  | 297  | 277  | 307  | 269  | 317  | 374  | 400  | 384  | 306  | 335  |